# Mistrovství světa v atletice 1999

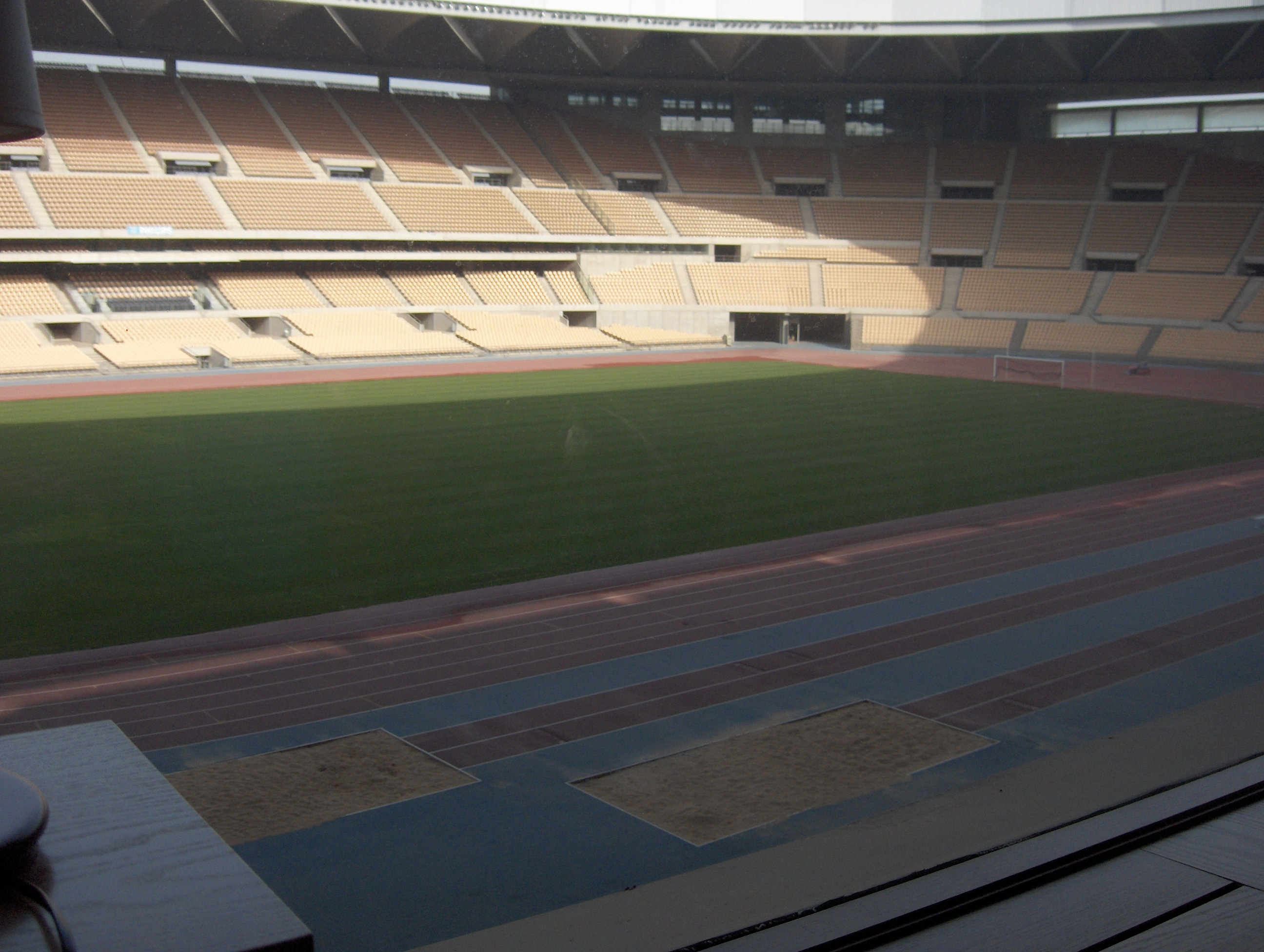
Stadion pro více než 50 tisíc lidí byl postaven právě pro MS v atletice 1999

7. mistrovství světa v atletice (oficiálním anglickým názvem: 1999 IAAF World Championship in Athletics) se uskutečnilo mezi 20. srpnem a 29. srpnem 1999 ve španělské Seville. Soutěže probíhaly na stadionu Estadio Olímpico de Sevilla a v jeho okolí.
Mistrovství se zúčastnilo 1821 atletů. Nejúspěšnější zemí se staly Spojené státy americké se 17 medailemi. Jedním z vrcholných výkonů mistrovství byl světový rekord na 400 metrů v podání Michaela Johnsona časem 43.18 sekundy. Na programu šampionátu se poprvé objevila ženská tyčka a kladivo a ženská chůze na 10 km byla nahrazena chůzí na 20 km.

## Česká účast
Česká republika získala dvě zlaté medaile zásluhou Tomáše Dvořáka v desetiboji a Ludmily Formanové v běhu na 800 metrů a bronzovou medaili díky Janu Železnému v oštěpu.

## Medailisté

### Muži
| Soutěž            | Zlato                                                           | Stříbro                                                                         | Bronz                                                                        |
| ----------------- | --------------------------------------------------------------- | ------------------------------------------------------------------------------- | ---------------------------------------------------------------------------- |
| 100 m             | Maurice Greene                                                  | Bruny Surin                                                                     | Dwain Chambers                                                               |
| 200 m             | Maurice Greene                                                  | Claudinei da Silva                                                              | Francis Obikwelu                                                             |
| 400 m             | Michael Johnson                                                 | Sanderlei Claro Parrela                                                         | Alejandro Cárdenas                                                           |
| 800 m             | Wilson Kipketer                                                 | Hezekiél Sepeng                                                                 | Djabir Said-Guerni                                                           |
| 1500 m            | Hišám Al-Karúdž                                                 | Noah Ngeny                                                                      | Reyes Estévez                                                                |
| 5000 m            | Salah Hissou                                                    | Benjamin Limo                                                                   | Mohammed Mourhit                                                             |
| 10 000 m          | Haile Gebrselassie                                              | Paul Tergat                                                                     | Assefa Mezgebu                                                               |
| Maraton           | Abel Antón                                                      | Vincenzo Modica                                                                 | Nobuyuki Sato                                                                |
| 110 m př.         | Colin Jackson                                                   | Anier García                                                                    | Duane Ross                                                                   |
| 400 m př.         | Fabrizio Mori                                                   | Stéphane Diagana                                                                | Marcel Schelbert                                                             |
| 3000 m př.        | Christopher Kosgei                                              | Wilson Boit Kipketer                                                            | Ali Ezzine                                                                   |
| Štafeta 4 × 100 m | USA Jon Drummond Tim Montgomery Brian Lewis Maurice Greene      | Spojené království Jason Gardener Darren Campbel Marlon Devonish Dwain Chambers | Brazílie Raphael de Oliveira Claudinei da Silva Édson Ribeiro André da Silva |
| Štafeta 4 × 400 m | Polsko Tomasz Czubak Robert Maćkowiak Jacek Bocian Piotr Haczek | Jamajka Michael McDonald Greg Haughton Danny McFarlane Davian Clarke            | nikdo                                                                        |
| Chůze na 20 km    | Ilja Markov                                                     | Jefferson Pérez                                                                 | Daniel García                                                                |
| Chůze na 50 km    | Ivano Brugnetti                                                 | Nikolaj Matjuchin                                                               | Curt Clausen                                                                 |
| Skok do výšky     | Vjačeslav Voronin                                               | Mark Boswell                                                                    | Martin Buss                                                                  |
| Skok o tyči       | Maxim Tarasov                                                   | Dmitri Markov                                                                   | Alexandr Averbuch                                                            |
| Skok daleký       | Iván Pedroso                                                    | Yago Lamela                                                                     | Gregor Cankar                                                                |
| Trojskok          | Charles Friedek                                                 | Rostislav Dimitrov                                                              | Jonathan Edwards                                                             |
| Vrh koulí         | C.J. Hunter                                                     | Oliver-Sven Buder                                                               | Oleksandr Bahač                                                              |
| Hod diskem        | Anthony Washington                                              | Jürgen Schult                                                                   | Lars Riedel                                                                  |
| Hod kladivem      | Karsten Kobs                                                    | Zsolt Németh                                                                    | Vladislav Piskunov                                                           |
| Hod oštěpem       | Aki Parviainen                                                  | Konstadinos Gatsioudis                                                          | Jan Železný                                                                  |
| Desetiboj Detail  | Tomáš Dvořák                                                    | Dean Macey                                                                      | Chris Huffins                                                                |

Poznámka: Spojené státy americké původně vyhrály štafetový běh na 4 × 400 m, ale byly dodatečně diskvalifikovány v roce 2009 poté, co člen štafety Antonio Pettigrew přiznal používání dopingu.

### Ženy
| Soutěž            | Zlato                                                                                        | Stříbro                                                                       | Bronz                                                                          |
| ----------------- | -------------------------------------------------------------------------------------------- | ----------------------------------------------------------------------------- | ------------------------------------------------------------------------------ |
| 100 m             | Marion Jonesová                                                                              | Inger Millerová                                                               | Ekaterini Thanouová                                                            |
| 200 m             | Inger Millerová                                                                              | Beverly McDonaldová                                                           | Merlene Frazerová Andrea Philippová                                            |
| 400 m             | Cathy Freemanová                                                                             | Anja Ruckerová                                                                | Lorraine Grahamová                                                             |
| 800 m             | Ludmila Formanová                                                                            | Maria Mutolaová                                                               | Světlana Mastěrkovová                                                          |
| 1500 m            | Světlana Mastěrkovová                                                                        | Regina Jacobsová                                                              | Kutre Dulechaová                                                               |
| 5000 m            | Gabriela Szabóová                                                                            | Zahra Ouazizová                                                               | Ayelech Worku                                                                  |
| 10 000 m          | Gete Wamiová                                                                                 | Paula Radcliffová                                                             | Tegla Loroupeová                                                               |
| Maraton           | Čong Song-ok                                                                                 | Ari Ichihashi                                                                 | Lidia Șimonová                                                                 |
| 100 m př.         | Gail Deversová                                                                               | Glory Alozieová                                                               | Ludmila Engquistová                                                            |
| 400 m př.         | Daimí Perniá                                                                                 | Nezha Bidouaneová                                                             | Deon Hemmingsová                                                               |
| Štafeta 4 × 100 m | Bahamy Savatheda Fynesová Chandra Sturrupová Pauline Davisová Debbie Fergusonová-McKenzieová | Francie Patricia Girardová Muriel Hurtisová Katia Benthová Christine Arronová | Jamajka Aleen Baileyová Merlene Frazerová Beverly McDonaldová Peta-Gaye Dowdie |
| Štafeta 4 × 400 m | Rusko Taťjana Čebykinová Světlana Gončarenková Olga Kotljarovová Natalja Nazarovová          | USA Suziann Reidová Maicel Malone-Wallace Michelle Collinsová Jearl Clarková  | Německo Anke Fellerová Uta Rohländerová Anja Rückerová Grit Breuerová          |
| Chůze na 20 km    | Liou Chung-jü                                                                                | Wang Jen                                                                      | Kerry Saxbyová                                                                 |
| Skok do výšky     | Inga Babakovová                                                                              | Jelena Jelesinová                                                             | Světlana Lapinová                                                              |
| Skok o tyči       | Stacy Dragilaová                                                                             | Anžela Balachonovová                                                          | Taťjana Grigorjevová                                                           |
| Skok daleký       | Niurka Montalvová                                                                            | Fiona Mayová                                                                  | Marion Jonesová                                                                |
| Trojskok          | Paraskeví Tsiamíta                                                                           | Yamilé Aldamaová                                                              | Olga Vasdekiová                                                                |
| Vrh koulí         | Astrid Kumbernussová                                                                         | Nadine Kleinertová                                                            | Světlana Kriveljovová                                                          |
| Hod diskem        | Franka Dietzschová                                                                           | Anastasia Kelesidouová                                                        | Nicoleta Grasuová                                                              |
| Hod kladivem      | Mihaela Melinteová                                                                           | Olga Kuzenkovová                                                              | Lisa Misipeka                                                                  |
| Hod oštěpem       | Mirela Manjaniová                                                                            | Taťjana Šikolenková                                                           | Trine Hattestadová                                                             |
| Sedmiboj          | Eunice Barberová                                                                             | Denise Lewisová                                                               | Gáda Šuáová                                                                    |

## Medailové pořadí
| Umístění | Stát                   | Zlato | Stříbro | Bronz | Celkem |
| -------- | ---------------------- | ----- | ------- | ----- | ------ |
| 1.       | Spojené státy americké | 10    | 3       | 4     | 17     |
| 2.       | Rusko                  | 5     | 4       | 3     | 12     |
| 3.       | Německo                | 4     | 4       | 4     | 12     |
| 4.       | Řecko                  | 2     | 2       | 2     | 6      |
| 5.       | Maroko                 | 2     | 2       | 1     | 5      |
| 6.       | Kuba                   | 2     | 2       | 0     | 4      |
| 6.       | Itálie                 | 2     | 2       | 0     | 4      |
| 8.       | Španělsko              | 2     | 1       | 1     | 4      |
| 9.       | Etiopie                | 2     | 0       | 3     | 5      |
| 10.      | Rumunsko               | 2     | 0       | 2     | 4      |
| 11.      | Česko                  | 2     | 0       | 1     | 3      |
| 12.      | Velká Británie         | 1     | 4       | 2     | 7      |
| 13.      | Keňa                   | 1     | 4       | 1     | 6      |
| 14.      | Francie                | 1     | 2       | 0     | 3      |
| 15.      | Austrálie              | 1     | 1       | 2     | 4      |
| 15.      | Ukrajina               | 1     | 1       | 2     | 4      |
| 17.      | Jamajka                | 1     | 1       | 0     | 2      |
| 18.      | Bahamy                 | 1     | 0       | 0     | 1      |
| 18.      | Dánsko                 | 1     | 0       | 0     | 1      |
| 18.      | Finsko                 | 1     | 0       | 0     | 1      |
| 18.      | Polsko                 | 1     | 0       | 0     | 1      |
| 18.      | Severní Korea          | 1     | 0       | 0     | 1      |
| 23.      | Brazílie               | 0     | 2       | 1     | 3      |
| 24.      | Kanada                 | 0     | 2       | 0     | 2      |
| 25.      | Jamajka                | 0     | 1       | 5     | 6      |
| 26.      | Japonsko               | 0     | 1       | 1     | 2      |
| 26.      | Nigérie                | 0     | 1       | 1     | 2      |
| 28.      | Bulharsko              | 0     | 1       | 0     | 1      |
| 28.      | Maďarsko               | 0     | 1       | 0     | 1      |
| 28.      | Ekvádor                | 0     | 1       | 0     | 1      |
| 28.      | Mosambik               | 0     | 1       | 0     | 1      |
| 28.      | Jihoafrická republika  | 0     | 1       | 0     | 1      |
| 33.      | Mexiko                 | 0     | 0       | 2     | 2      |
| 34.      | Alžírsko               | 0     | 0       | 1     | 1      |
| 34.      | Americká Samoa         | 0     | 0       | 1     | 1      |
| 34.      | Belgie                 | 0     | 0       | 1     | 1      |
| 34.      | Izrael                 | 0     | 0       | 1     | 1      |
| 34.      | Norsko                 | 0     | 0       | 1     | 1      |
| 34.      | Slovinsko              | 0     | 0       | 1     | 1      |
| 34.      | Švédsko                | 0     | 0       | 1     | 1      |
| 34.      | Švýcarsko              | 0     | 0       | 1     | 1      |
| 34.      | Sýrie                  | 0     | 0       | 1     | 1      |